# Cornwall Railway

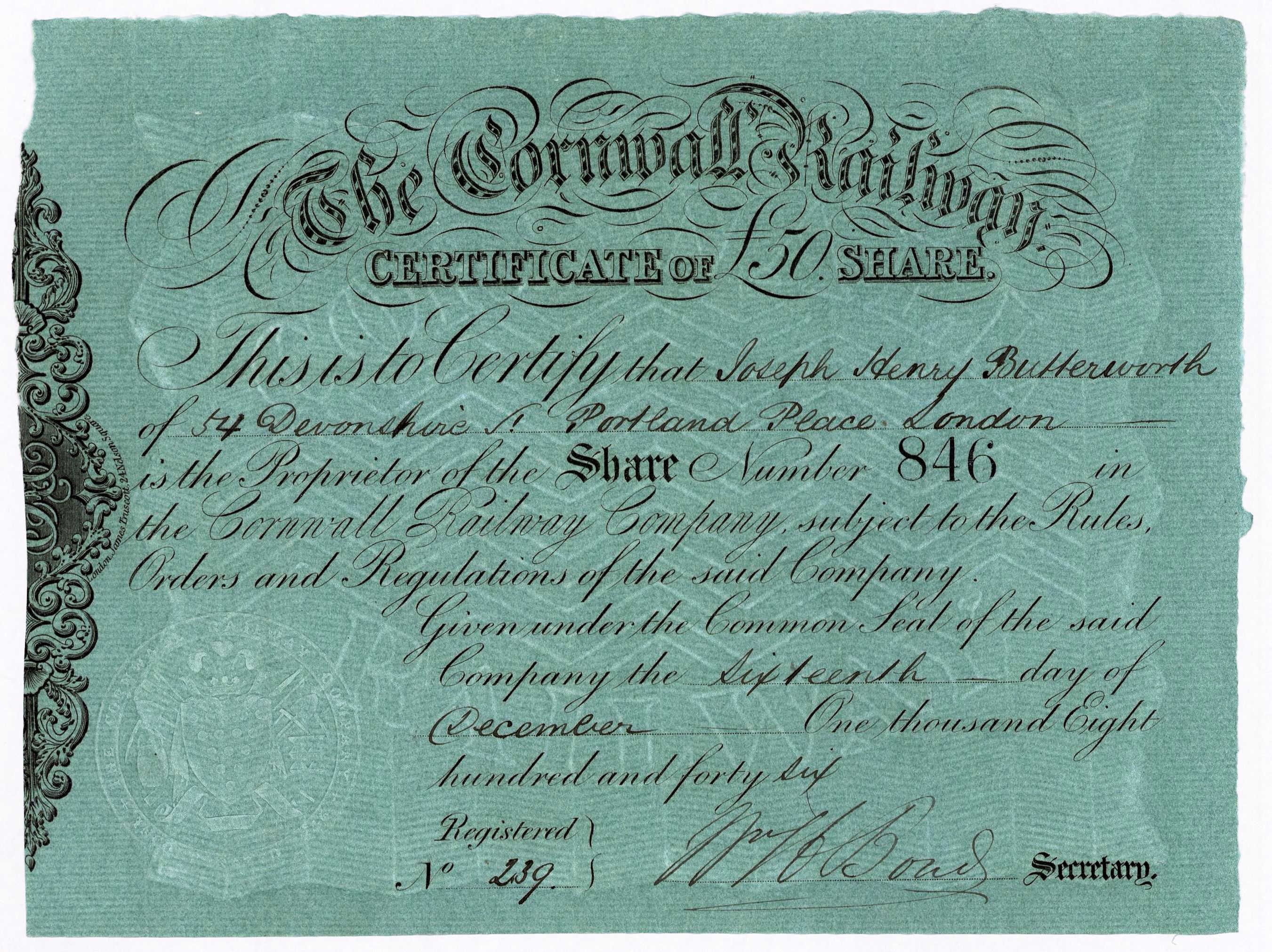
Gründeraktie der Cornwall Railway Company vom 16. Dezember 1846

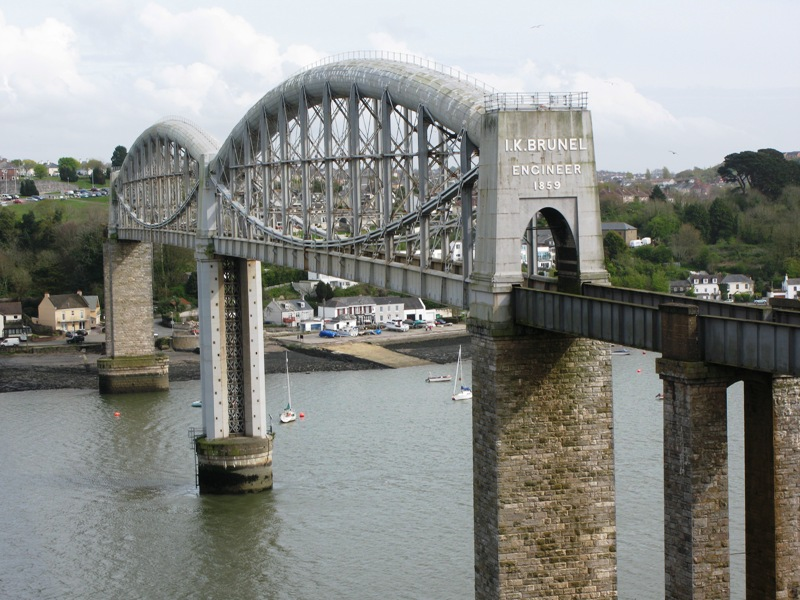
Royal Albert Bridge

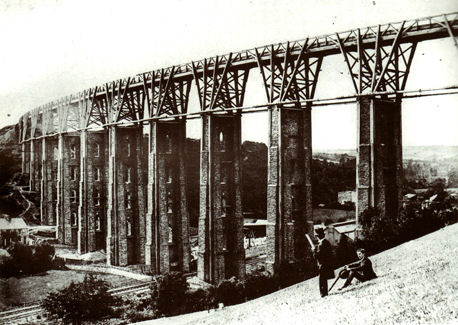
Moorswater Viaduct (1859)

Die Cornwall Railway war eine britische Eisenbahngesellschaft in Cornwall in England.
Die Gesellschaft wurde am 3. August 1846 gegründet. Größte Eigentümer der mit 1.600.000 Pfund ausgestatteten Cornwall Railway waren die Great Western Railway (75.000 Pfund), die Bristol and Exter Railway (112.000 Pfund) und die South Devon Railway (150.000 Pfund).
Die Planung der Strecke oblag Isambard Kingdom Brunel. Die in der Breitspur von 2140 mm gebaute Strecke von Plymouth nach Truro wurde am 2. Mai 1859 eröffnet. Gleichzeitig wurde auch die Royal Albert Bridge in Saltash eröffnet. Damit wurde die durchgehende Eisenbahn-Verbindung von London nach Penzance vollendet. Die Verlängerung bis Falmouth konnte am 24. August 1863 in Betrieb genommen werden. Die Strecke wurden gleichzeitig von den anderen Bahngesellschaften für 1000 Jahre gepachtet. Die Gesellschaft schrieb jedoch rote Zahlen und im Sommer 1875 übernahm die National Provincial Bank zeitweilig die Zwangsverwaltung. Nach der Übernahme der anderen Gesellschafter durch die Great Western Railway war diese ab dem 1. Januar 1877 alleiniger Betriebsführer. In der Folge gab es verschiedene Differenzen zwischen der GWR und der Cornwall Railway. So wurde unter anderen um die Kosten für die Erneuerung der aufwändigen Holzbrücken gestritten. Die Cornwall Railway wurde schließlich am 24. Juni 1889 übernommen. Die Umstellung auf Normalspur erfolgte am 21. Mai 1892.
Um die Kosten für die Lokomotiven gering zu halten, wurden diese von Evans & Company zur Verfügung gestellt. 1867 übernahm die Southern Devon Railway den Vertrag und stellte die Lokomotiven für die Cornwall Railway zur Verfügung. Zum Einsatz kamen Lokomotiven der Eagle Class, Dido Class und Buffalo Class sowie weitere Einzelfahrzeuge.
Die Personen- und Güterwagen wurden erworben und in den Werkstätten in Lostwithiel gewartet. 1889 waren 421 Fahrzeuge im Bestand.